# Академія наук Узбекистану
Акаде́мія нау́к Узбе́кистану — вища наукова установа Узбекистану. Заснована 1943 року на базі Узбецького філіалу АН СРСР в Ташкенті як «Академія наук Узбецької РСР». Першим президентом було обрано X. М. Абдулаєва.

## Склад і структура
Станом на 1958 рік, академія складалась з 4 відділів:
- 1) суспільних наук,
- 2) біол. наук,
- 3) фіз.-матем наук,
- 4) тех. і геол.-хім. наук, які об'єднують 36 н.-д. установ.

Значну наук. роботу провадять Ташкентська астрономічна обсерваторія, сейсмічні станції, ботанічний сад, ряд музеїв, бібліотека та ін.
В складі АН Узб. РСР (1959) — 2 почесні акад., 27 акад., 33 член-кореспондент

## Проблематика досліджень
Основна увага зосереджена на вивченні продуктивних сил республіки.
Зусилля наук. установ спрямовані на питання розвитку бавовництва, зокрема на розв'язання найскладнішої і найважливішої проблеми в цій галузі — механізації збирання врожаю.
Широко відомі дослідження вчених Узб. РСР з теорії імовірності і матем. статистики, геофізики, електроніки, фізики напівпровідників тощо.
Значних успіхів досягнуто в розробці питань історії народів Узбекистану, історії суспільно-філософської думки, наук. граматики узб. мови.

### Керівництво
Президенти Академії наук Узбецької РСР:
- Кари-Ніязов Ташмухамед Ніязович (1943—1947)
- Саримсаков Ташмухамед Алійович (1947—1952)
- Західов Тіша Західович (1952—1956)
- Абдуллаєв Хабіб Мухамедович (1956—1962)
- Аріфов Убай Аріфович (1962—1966)
- Садиков Абід Садикович (1966—1984)
- Хабібуллаєв Пулат Киргизбайович (1984—1988)
- Салахітдінов Махмуд Салахітдінович (1988—1991)

Президенти Академії наук Узбекистану:
- Салахітдінов Махмуд Салахітдінович (1991—1994)
- Абдуллаєв Джура Абдуллайович, в.о. (1994—1995)
- Джураєв Тухтамурад Джурайович (1995—2000)
- Юлдашев Бехзод Садикович (2000—2005)
- Аріпов Тахір Фатихович, в.о. (2005—2006)
- Саліхов Шавкат Ісмаїлович (2006—2017)
- Юлдашев Бехзод Садикович (з 2017)

## Видання
Видаються «Доповіді» і «Вісті» та ін. журнали і. праці.